# Interstate 45
Die Interstate 45 (Abkürzung I-45) ist ein Interstate Highway der Vereinigten Staaten, der nur durch Texas verläuft. Sie beginnt am Texas State Highway 87 in Galveston und endet in Dallas an der Interstate 30.

## Allgemeines zur I-45
Die Interstate 45 ist der längste Interstate, der nur durch einen Staat verläuft, aber der kürzeste Hauptinterstate (Interstates, die auf 0 oder 5 enden). Auf ihr standen im Jahr 2005 während der Flucht vor dem Hurrikan Rita sehr viele Leute im Stau. Für eine Strecke, für die man normalerweise nur vier Stunden benötigt, brauchten viele von ihnen über 24 Stunden. Für die I-45 gibt es verschiedene Freewaybezeichnungen. Zwischen Galveston und Houston wird sie Gulf Freeway genannt. Der Pierce Elevated hat ein Kreuz mit der Interstate 10 und ein Kreuz mit dem U.S. Highway 59 sowie mit dem Texas State Highway 288. Von der Innenstadt von Houston bis Conroe wird die Interstate North Freeway genannt. Der Julius Schepps Freeway ist der Abschnitt zwischen dem Kreuz mit der Interstate 20 und der Innenstadt von Dallas.

## Zubringerstrecke
Interstate 345 in Dallas

## Galerie

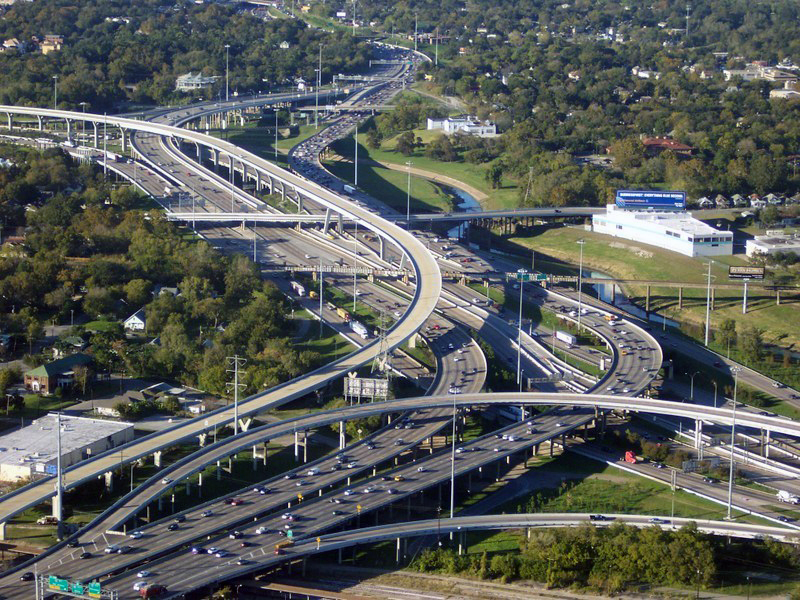
I-10 und I-45 bei Houston